# Большое Грызлово (аэродром)
Аэродром ФИНАМ (Большое Грызлово)  — спортивный аэродром в городском округе Серпухов Московской области, расположенный в 5 километрах южнее города Пущино и 20 километрах юго-восточнее железнодорожной станции Серпухов, на окраине деревни Большое Грызлово.

## Описание
Первоначально он назывался «Каргашинский» — по имени сельсовета, на территории которого был расположен. Аэродром был построен в 1973 году для нужд сельскохозяйственной авиации. До конца 1990-х годов здесь базировались самолеты Ан-2, выполнявшие авиационные сельскохозяйственные работы.
Аэродром предназначен для взлёта и посадки воздушных судов (ВС) категории «А» ИКАО, а также для их размещения и обслуживания. Он имеет две ВПП — с твёрдым покрытием и грунтовую, а также площадку приземления парашютистов (200х200 м) и пилотажную зону.
На аэродроме часто проводятся различные соревнования.
На аэродроме базируется аэроклуб «Первый полёт».

## Рекорды
- 28 июля 2013 года был установлен рекорд России в дисциплине фрифлай. Спортсмены, находящиеся в вертикальном положении, вниз головой, на скорости в 280 кмч собрали в свободном падении за 35 секунд фигуру из 33 человек и удерживали ее в течение 7 секунд. Результат стал лучшим в России и третьим в мире[1].
- 21 сентября 2020 года на аэродроме пилотажная группа «Первый полёт» установила мировой рекорд в классе Як-52. Три поршневых самолёта Як-52 одновременно исполнили 11 петель Нестерова[2].

## Происшествия
- 27 июня 2008 года — катастрофа Ан-2 в Московской области. Самолёт, на борту которого находились 5 человек, разбился вскоре после взлёта с аэродрома «Большое Грызлово» из-за некачественного топлива. Все 5 человек погибли.
- 22 июля 2012 года — в результате жёсткой посадки самолёта L-410 погибли оба члена экипажа[3].